# Amazophrynella
Amazophrynella es un género de anfibios de la familia de los bufónidos. Se encuentran en los bosques amazónicos de Brasil, Colombia, Ecuador, Perú, Bolivia, Venezuela, Guyana Francesa, Guayana y posiblemente en Surinam.

## Especies
Se reconocen las 11 siguientes:
- Amazophrynella amazonicola[2] Rojas, Carvalho, Ávila, Farias, Gordo & Hrbek, 2015
- Amazophrynella bokermanni (Izecksohn, 1994)
- Amazophrynella javierbustamantei[3] Rojas-Zamora, Chaparro, Carvalho, Ávila, Farias, Hrbek & Gordo, 2016
- Amazophrynella manaos[4] Rojas, Carvalho, Gordo, Ávila, Farias & Hrbek, 2014
- Amazophrynella matses[2] Rojas, Carvalho, Ávila, Farias, Gordo & Hrbek, 2015
- Amazophrynella minuta (Melin, 1941)
- Amazophrynella moisesii Rojas-Zamora, Fouquet, Ron, Hernández-Ruz, Melo-Sampaio, Chaparro, Vogt, Carvalho, Pinheiro, Ávila, Farias, Gordo & Hrbek, 2018
- Amazophrynella siona Rojas-Zamora, Fouquet, Ron, Hernández-Ruz, Melo-Sampaio, Chaparro, Vogt, Carvalho, Pinheiro, Ávila, Farias, Gordo & Hrbek, 2018
- Amazophrynella teko Rojas-Zamora, Fouquet, Ron, Hernández-Ruz, Melo-Sampaio, Chaparro, Vogt, Carvalho, Pinheiro, Ávila, Farias, Gordo & Hrbek, 2018
- Amazophrynella vote[5] Ávila, Carvalho, Gordo, Kawashita-Ribiero & Morais, 2012
- Amazophrynella xinguensis Rojas-Zamora, Fouquet, Ron, Hernández-Ruz, Melo-Sampaio, Chaparro, Vogt, Carvalho, Pinheiro, Ávila, Farias, Gordo & Hrbek, 2018